# I See You (film, 2019)
Pour les articles homonymes, voir I See You.
Pour plus de détails, voir Fiche technique et Distribution.
I See You est un film américain réalisé par Adam Randall, sorti en 2019.

## Synopsis
Un garçon de 10 ans, Justin Whitter, disparaît dans une forêt où il faisait du vélo. Chargé de l'enquête, l'inspecteur de police Greg Harper décèle de nombreuses similitudes avec de précédents cas de kidnappings d'enfants dans la même région. L'existence de Harper est déjà compliquée, sa femme Jackie l'a trompé et leur fils Connor s'isole tout en étant rancunier envers sa mère.
Sa famille commence alors à faire face à des phénomènes étranges et inhabituels qui se produisent à leur domicile : l'argenterie disparaît, la télévision s'allume toute seule, une photo est retirée de son cadre… D'autant plus que Jackie met la main sur un étrange masque de grenouille caché sous le lit de son fils mais s'abstient de lui en parler. Un jour son ancien amant débarque chez elle, encore amoureux, mais est rapidement heurté à la tête par une tasse jetée du toit. Après l'avoir caché au sous-sol de la maison le temps d'accompagner son enfant à l'école, Jackie s'aperçoit qu'il est mort et persuade son époux de cacher son cadavre dans une forêt. De retour chez eux, ils découvrent Connor ligoté dans la baignoire familiale et un couteau de poche vert à ses côtés, qui n'est autre que la preuve qui permettait à Harper de relier toutes les affaires d'enlèvements perpétués par un pédophile.
Peu avant son agression, Connor était en conversation via son ordinateur avec un inconnu lui demandant s'il savait ce qu'est le phrogging. Une recherche internet le mène alors vers une vidéo de caméra de surveillance où l'on voit un intrus en train de sortir d'un plafond et se promener dans une maison lorsque les propriétaires sont partis…

## Fiche technique
Sauf indication contraire, les informations mentionnées dans cette section peuvent être confirmées par la base de données cinématographiques IMDb,  présente dans la section « Liens externes ».
- Titre original et français : I See You
- Réalisation : Adam Randall
- Scénario : Devon Graye
- Musique : William Arcane
- Direction artistique : Geza Kassai
- Décors : Carmen Navis
- Costumes : Nancy Collini
- Photographie : Phillip Blaubach
- Montage : Jeff Castelluccio
- Production : Matt Waldeck
- Coproduction : Sean Gowrie
- Production déléguée : James Atherton, Jordan Bayer, Eric Fischer, David Gendron, Mark Andrew Hamer, Ben Hecht, Phil Hunt, Matt Leipzig, Jan Pace, Compton Ross, Robert Ruggeri, Chris Sablan, Bill Schultz et Viviana Zarragoitia
- Production associée : Tom Harberd, Elliot Ross, Fenella Ross et Jason Salzman
- Sociétés de production : Bankside Films, Head Gear Films, Quickfire Films et Zodiac Features
- Société de distribution : Saban Films
- Pays de production :  États-Unis
- Langue originale : anglais
- Format : couleur
- Genre : thriller horrifique ; drame, énigme
- Durée : 96 minutes
- Dates de sortie :
  - États-Unis : 13 mars 2019 (avant-première au South by Southwest) ; 6 décembre 2019 (sortie nationale)
  - France : 22 juin 2020

## Distribution
- Helen Hunt (VF : Sylvie Santelli ; VQ : Natalie Hamel-Roy) : Jackie Harper
- Jon Tenney (VF : Éric Bonicatto ; VQ : Daniel Picard) : Greg Harper
- Owen Teague (VF : Axel Pech ; VQ : Sébastien René) : Alec Travers
- Judah Lewis (VF : Thomas Aussenac ; VQ : Samuel Jacques) : Connor Harper
- Libe Barer (VF : Sophie Ostria ; VQ : Eloisa Cervantes) : Mindy
- Gregory Alan Williams (VF : Philippe Mijon ; VQ : Widemir Normil) : Spitzky
- Sam Trammell (VF : Michaël Cermeno ; VQ : Jean-François Beaupré) : Todd
- Erika Alexander (VF : Adeline Flaun) : Lieutenant Davis
- Allison Gabriel : Officier Grace Caleb
- Adam Kern (VF : Jean-Didier Aïssy) : le réparateur de fenêtres
- Riley Caya : Justin Whitter
- Nicole Forester : Mme Whitter
- John Newberg : M. Braun
- Teri Clark : Mme Braun
- Jeremy Gladen (VQ : Jean-François Beaupré) : Tommy Braun
- Wyatt McClure : Tommy Braun, jeune
- Brooks Roseberry : Alec Travers, jeune
- Cherie McClain (VF : Fanny Gatibelza) : une présentatrice
- A.J. Ransom : Michael King

## Production
En juin 2017, Helen Hunt est engagée pour un rôle,.
Le tournage commence en mai 2018, et a lieu autour de Chagrin Falls, de Cleveland et de Lakewood, en Ohio,,,.

## Accueil
Le film est sélectionné et présenté en avant-première, le 13 mars 2019, au South by Southwest,. Distribué par Saban Films, il sort le 6 décembre 2019 dans les salles américaines,.
En France, il sort le 22 juin 2020.